# لینو گولین
لینو گولین (انگلیسی: Lino Golin؛ زادهٔ ۳۱ ژانویهٔ ۱۹۴۵) بازیکن فوتبال اهل ایتالیا است.
از باشگاه‌هایی که در آن بازی کرده‌است می‌توان به باشگاه فوتبال هلاس ورونا، باشگاه فوتبال فوجا، باشگاه فوتبال پیستویزه، باشگاه فوتبال مونتسا، باشگاه فوتبال آ.ث. میلان، و باشگاه فوتبال وارزه اشاره کرد.